# István Szabó
István Szabó (født 18. februar 1938 i Budapest) er en af ungarsk filminstruktør. Han vandt, som den første ungarer, en oscar for bedste udenlandske film for Mephisto i 1981.

## Udvalgte film
- Mephisto (1981)
- Oberst Redl (1984)
- Hanussen (1988)
- Sunshine (1999)
- Taking Sides (om den tyske dirigent Wilhelm Furtwängler, 2001)
- Zárójelentés (2020)